# Чуваська Вікіпедія
Чуваська Вікіпедія (чув. Чăваш Википедийĕ, або чув. Википедин Чăваш уйрăмĕ) — розділ Вікіпедії написаний чуваською мовою. Була відкрита 22 листопада 2004 року. 
Чуваська Вікіпедія станом на 29 березня 2025 року містить 57 490 статей, 37 082 зареєстрованих користувачів, 39 активних дописувачів, 2 адміністраторів
. Загальна кількість сторінок в чуваській Вікіпедії — 118 292, редагувань — 850 218, завантажених файлів — 530
. Глибина (рівень розвитку мовного розділу) чуваської Вікіпедії дуже мала і становить лише 8 пунктів
. 
На чуваський розділ найбільший вплив справляє російський розділ — з нього перекладають статті, переносять шаблони.

## Історія

### 2004
- Грудень: народження чуваської версії Вікіпедії. Засновник проекту — Унтифлер (нік), він же дав життя татарському і башкирському розділам Вікіпедії. За його пропозицією в роботу чуваської Вікіпедії включається Микола Плотніков.

### 2006
- 9 березня — у розділі 2000 статей. 2000-на стаття — Дрожжановський район Татарстану.
- 22 серпня — понад 4000 статей[2].
- 22 листопада — у чуваському розділі 4500 статей. 4500-на стаття — Річка Лава.

### 2007
- Січень: у чуваському розділі понад 5000 статей.
- 13 вересня у чуваській Вікіпедії більш як 6000 статей[3].

### 2008
- 14 січня — у розділі 7000 статей. 7000-а стаття.
- 17 липня — у чуваській Вікіпедії 8000 статей. 8000-на стаття — Рогачов Яків Капітонович.

### 2009
- 6 квітня — 10 000 статей[4]. 10 000-а стаття — Хайдеггер Мартін.

### 2010
13 лютого — у чуваському розділі Вікіпедії 11 000 статей. 11 000-на стаття — Монгольська мова.

### 2012
6 жовтня — 14 000 статей. 14 000-на стаття — фірмовий поїзд Чувашія.

### 2013
10 листопада чуваська Вікіпедія здолала позначку у 20 000 статей.

### 2014
1 серпня написано 30 000-ну статтю. Нею стала cv:Вавилов Николай Иванович.

### 2016
- 29 січня написано 34 000-ну статтю. Нею стала cv:Вуаль тĕтрелĕхĕ.
- 11 листопада написано 36 000-ну статтю. Нею стала cv:Эберзеккен.